# 無可奈何
是一部将于2025年9月上映的韓國驚悚片，改編自美國作家唐納德·E·韋斯特萊克的小說《斧頭》。由《分手的決心》導演朴贊郁執導，李炳憲、孫藝真、朴喜洵、李星民、廉惠蘭、車勝元、柳演錫主演。
2025年7月，電影入選第82屆威尼斯影展正式競賽單元角逐金獅獎，並且被选为第30届釜山国际电影节开幕影片。

## 劇情概要
故事講述一名在造紙廠辛勤工作了25年並備受讚譽的職員柳萬秀（李炳憲 飾），他遭到突如其來的解僱後，為保護妻子和兩個孩子，以及守護費勁千辛萬苦買來的房子，而展開的重新就業之戰。

## 演員陣容

### 主要人物
- 李炳憲 飾演 柳萬秀

擁有可愛妻子和兩個孩子的一家之主，被工作了25年的造紙公司解僱後苦苦尋找新工作。
- 孫藝真 飾演 美莉

多才多藝、性格開朗，在丈夫突然失業的情況下帶頭守護家人的堅強角色。
- 朴喜洵 飾演 崔善出

造紙公司的社長。
- 李星民 飾演 具範模

曾經的造紙業老鳥，現在卻和萬秀一樣是求職者。
- 廉惠蘭 飾演 雅拉

具範模的妻子。
- 車勝元 飾演 高始朝

萬秀的另一個競爭對手。
- 柳演錫 飾演 吳振浩

美莉工作的牙科診所醫生。

### 其他人物
- 尹可而

## 製作

### 發展
本片改編自唐納德·E·韋斯特萊克的犯罪小說《The Ax》，由導演科斯塔·加夫拉斯於2005年電影化的作品《職場殺手》，導演朴贊郁曾於2017年試圖在好萊塢啟動拍攝該作品，並由韓國懸疑驚悚片《沒有祕密》導演李京美製作劇本，但最終製作被取消。2019年4月，有媒體報導朴贊郁的新作《斧頭 도끼（原暫定名）》因資金問題項目擱置中。2019年10月6日，朴贊郁在與科斯塔·加夫拉斯一起舉行的釜山國際電影節公開演講中曾談到「這是我畢生的項目」並表示「總有一天我一定要製作出來，作為我的代表作」。同年11月7日，他在第29屆挪威南方電影節（Films from the South Festival）開幕式後的訪談中，再次表達了自己想拍此作品的決心。
2024年4月2日，演員李炳憲、孫藝真分別透過經紀公司宣布確認出演該片男、女主角，此消息的到來也代表著導演朴贊郁籌劃多年的作品確定啟動製作。4月11日據媒體報導稱，該片投資經銷商尚未確定，導演朴贊郁從2017年開始籌備的此片，曾在投資與發行方面屢屢遭到拒絕而舉步難行，但隨著朴贊郁、李炳憲、孫藝真三方合作的陣容公佈後，投資與發行公司的態度似乎出現轉機。4月26日，本片確定由CJ ENM投資發行。2024年7月據媒體報導，該作品正處於策劃初期的階段，劇本創作已完成，原作版權的合同正在收尾中，尚未完全敲定，作品正式名稱尚未公開，並預計2024年下半年開機。同年8月，公布作品正式片名、部分角色陣容及開機日期。

### 選角
2019年11月14日據媒體報導，演員李炳憲已確認出演朴贊郁的新片《斧頭（原暫定名）》，導演正在準備多部作品，經紀公司BH娛樂對此表示「只是確認了李炳憲的拍攝日程」，據悉李炳憲正準備拍攝盧熙京作家的電視劇作品《HERE》（後因新冠疫情因素，項目改為《我們的藍調時光》）。2024年4月2日，經紀公司BH娛樂透露李炳憲已收到邀請，並確定出演該片，這是李炳憲繼2000年的與2004年的《三更2》後第三度與朴贊郁合作，也是時隔20年的再次合作。同天，演員孫藝真透過經紀公司MSteam娛樂宣布收到邀請並確認出演，這是孫藝真首次出演導演朴贊郁的作品，也是與演員李炳憲的首次合作。
據悉在主演確定人選後，已開啟演員招募，進入其他關鍵角色的選角試鏡階段。2024年5月7日，演員廉惠蘭與李星民確認出演，廉惠蘭將與李星民飾演夫妻角色。7月2日，演員柳演錫確認出演，這是他自2003年的後時隔21年再次與朴贊郁合作。7月16日，演員尹可而透過試鏡加入演出陣容，這是她首次出演商業電影。同日，演員車勝元確認出演，這是他繼2024年的《戰，亂》後與朴贊郁的二度合作。同日，演員朴喜洵確認出演，並已開始進行必要的拍攝準備，這是他首次與導演朴贊郁合作。

### 拍攝
主體拍攝於2024年8月17日正式開啟拍攝工作，2025年1月15日杀青。

## 发行
2025年7月发布首款预告海报和预告片，并宣布定于同年9月在韩国正式上映。

## 相关作品
改编自同一小说的法国、比利时、西班牙合拍黑色喜剧惊悚片《職場殺手》于2005年上映，由科斯塔·加夫拉斯执导。